# Отон дьо ла Рош
Отон дьо ла Рош (на френски: Othon de la Roche) е бургундски рицар от фамилията дьо ла Рош. Той участва в Четвъртия кръстоноен поход и става първият латински владетел на херцогство Атина.
След превземането на Константинопол през 1204 г. сред водачите на кръстоносците започват борба за разпределяне на новозавалдените земи. Бонифаций Монфератски завладява Солун и създава там Солунското кралство, васално на латинския император Балдуин Фландърски. От своя страна Бонифаций помага на други кръстоносци да създадат Атинското херцогство и Ахейското княжество, които стават васални на кралството му. Отон дьо ла Рош получава от Бонифаций град Атина, като фиеф, където укрепява античния Акропол и изгражда франкска кула. През 1125 г. той предава властта на херцогство Атина на своя син Гуидо дьо ла Рош и се завръща в Бургундия, където умира.

## Плащеницата
Според хрониките на Робер дьо Клари, при щурма на Константинопол, Отон дьо ла Рош завзема квартала Влахерна, където се намира и църквата Света Богородица Влахернска. В този храм се е съхранявала една от най-големите реликви на християнството – плащеницата в която е бил увит Исус Христос след разпъването на Голгота. Така реликвата попада в ръцете на рицаря Отон дьо ла Рош и през 1205 г. той я отнася в Атина. Той е посочен като новия владетел на плащеницата от Теодор Комнин, племенника на сваления от кръстоносците император Исак II Ангел. В свое пимо до папа Инокентий III (от 1 август 1205 г.) Теодор Комнин описва как са разделени ограбените от Константинопол християнски реликви: „Знаем, че светите реликви са изпратени във Венеция, във Франция и в други страни, от където дойдоха тези грабители, а светата плащеница е вече в Атина…“ През 1207 г. каатолически монаси посетили Атина потвърждават, че свещената реликва се намира именно там. По късно Отон дьо ла Рош отнася плащеницата в семейния си замък във Франция. През 1340 г. правнучката на херцога – Жанна дьо Вержи се жени за рицаря Жофруа дьо Шарни, който става собствник на реликвата. След век плащаницата била продадена на владетеля на италианското графство Савоя. Реликвата съпровождала представителите на Савската династия в Шамбери, след това – в Пиемонт, където пострадала от пожар. В Торино артефактът е пренесен през 1578 година. Чак до средата на 80-те години на ХХ век плащаницата принадлежала на Савойската династия, а със смъртта на последния крал на Италия Умберто II преминала в ръцете на Католическата църква. На 18 октомври 1983 г. наследниците на Савойската династия – цар Симеон Сакскобургготски и Маурицио де Хесе, я предават на Ватикана. Реликвата става известна като Торинската плащеница.